# Megaselia abernethae
Megaselia abernethae är en tvåvingeart som beskrevs av Ronald Henry Lambert Disney 1988. Megaselia abernethae ingår i släktet Megaselia och familjen puckelflugor. Arten är reproducerande i Sverige. Inga underarter finns listade i Catalogue of Life.